# Figline e Incisa Valdarno
Figline e Incisa Valdarno est une commune italienne de 23 051 habitants (au 31 décembre 2022). située dans la ville métropolitaine de Florence dans la région de la Toscane dans le centre de l'Italie qui comprend Figline Valdarno, Incisa in Val d'Arno.

## Géographie
Figline e Incisa Valdarno est située à environ 20 km au sud-est de la capitale provinciale et régionale, Florence. La commune se situe dans le paysage du Valdarno supérieur (haute vallée de l'Arno) sur l' Arno et dans le diocèse de Fiesole . La région du Chianti se trouve directement à l'ouest de la commune.

## Communes voisines
Castelfranco Piandiscò, Cavriglia, Greve in Chianti , Reggello, Rignano sull'Arno et San Giovanni Valdarno.

## Histoire
La commune a été créée le 1er janvier 2014 par la fusion des communes auparavant indépendantes de Figline Valdarno et Incisa. Lors du référendum des 21 et 22 avril 2013, 70,05% (30,10% de participation) ont voté pour la fusion à Figline Valdarno et 71,55% (38,19% de participation) à Incisa dans le Val d'Arno. La loi fusionnant les deux communes est la Legge Regionale n.31 du 18 juin 2013. La mairie est située à Incisa dans le Val d'Arno.

## Communications
- La ville est reliée à l' autoroute A1 via la jonction Incisa .
- L' arrêt Figline Valdarno se trouve sur la ligne ferroviaire Florence-Arezzo

## Personnages notables
- Marsile Ficin (1433-1499), humaniste et philosophe